# Saft al-Laban (Al-Minja)
Saft al-Laban – miejscowość w Egipcie, w muhafazie Al-Minja. W 2006 roku liczyła 13 174 mieszkańców.